# Мережа магазинів

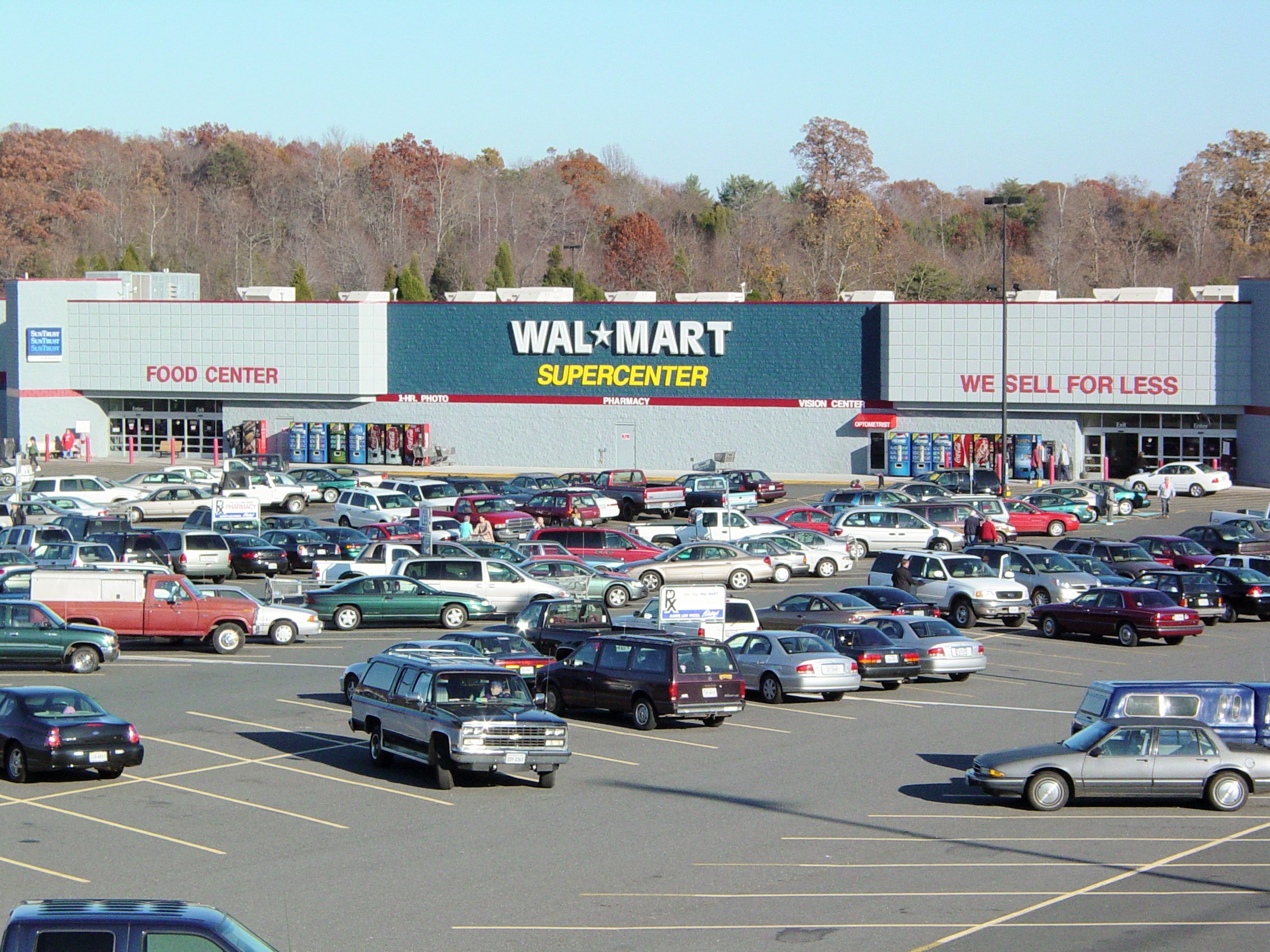
Мережа магазинів Walmart станом на 2004 була найбільшою у світі за валовим доходом

Мережа магазинів (англ. Chain store) — два або більше магазинів однієї зареєстрованої торгової марки, які перебувають під спільним володінням і контролем, мають той самий дизайн, розміщені в різних районах одного міста, в різних містах або різних країнах, продають товари аналогічного асортименту, мають спільну службу закупівель і збуту.

## Історія
Перша мережа магазинів належала британській компанії WH Smith. Вона була заснована в Лондоні в 1792 році Генрі Волтоном Смітом і його дружиною. Магазин продавав книги, канцелярські приладдя, журнали, газети та розважальні товари.
В США перша мережа магазинів належала The Great Atlantic & Pacific Tea Company (A&P), і з'явилася в 1859 році. До початку 1920-х років, на території США вже налічувалося три мережі магазинів: A&P, Woolworth's, та United Cigar Stores. У 1930-х роках зростання загальної частки мереж магазинів на ринку зупинилося. Судові рішення щодо мережевого зниження цін з'явилися ще в 1906 році, і в 1920-х роках почали прийматися закони, спрямовані проти мереж магазинів, нарівні з правовими контрзаходами самих мереж магазинів.

## Мережі ресторанів

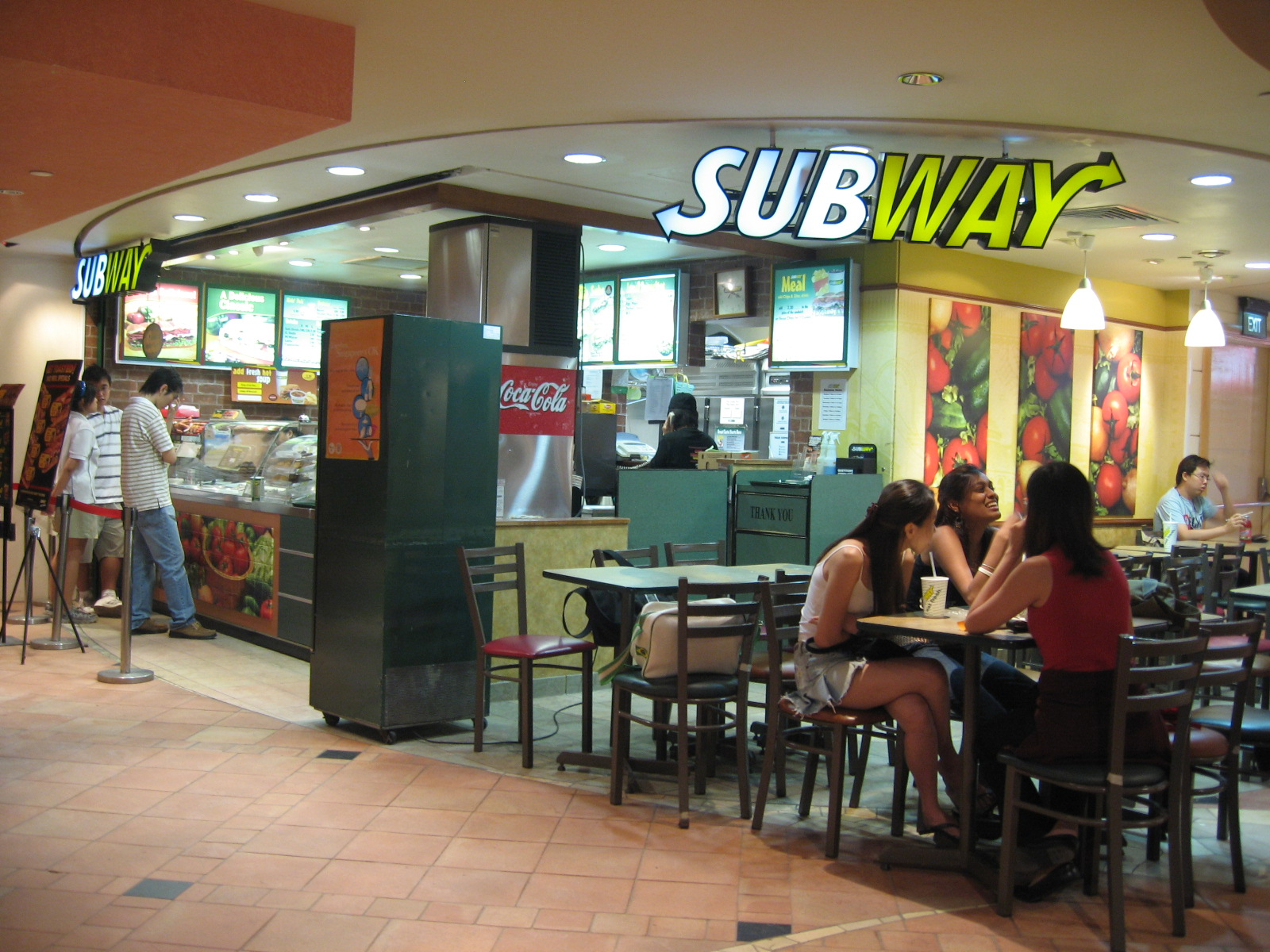
Ресторан Subway в Сингапурі

Мережею ресторанів є низка пов'язаних ресторанів, що розташовані в різних районах одного міста, в різних містах або країнах. Такі мережі, як правило, знаходяться під об'єднаною корпоративною власністю (наприклад, McDonald's в США), або є частиною однієї франшизи. Мережі ресторанів, як правило, збудовані за одним архітектурним планом, і мають однакове стандартне меню або послуги.